# Sträflings-Meerbrasse

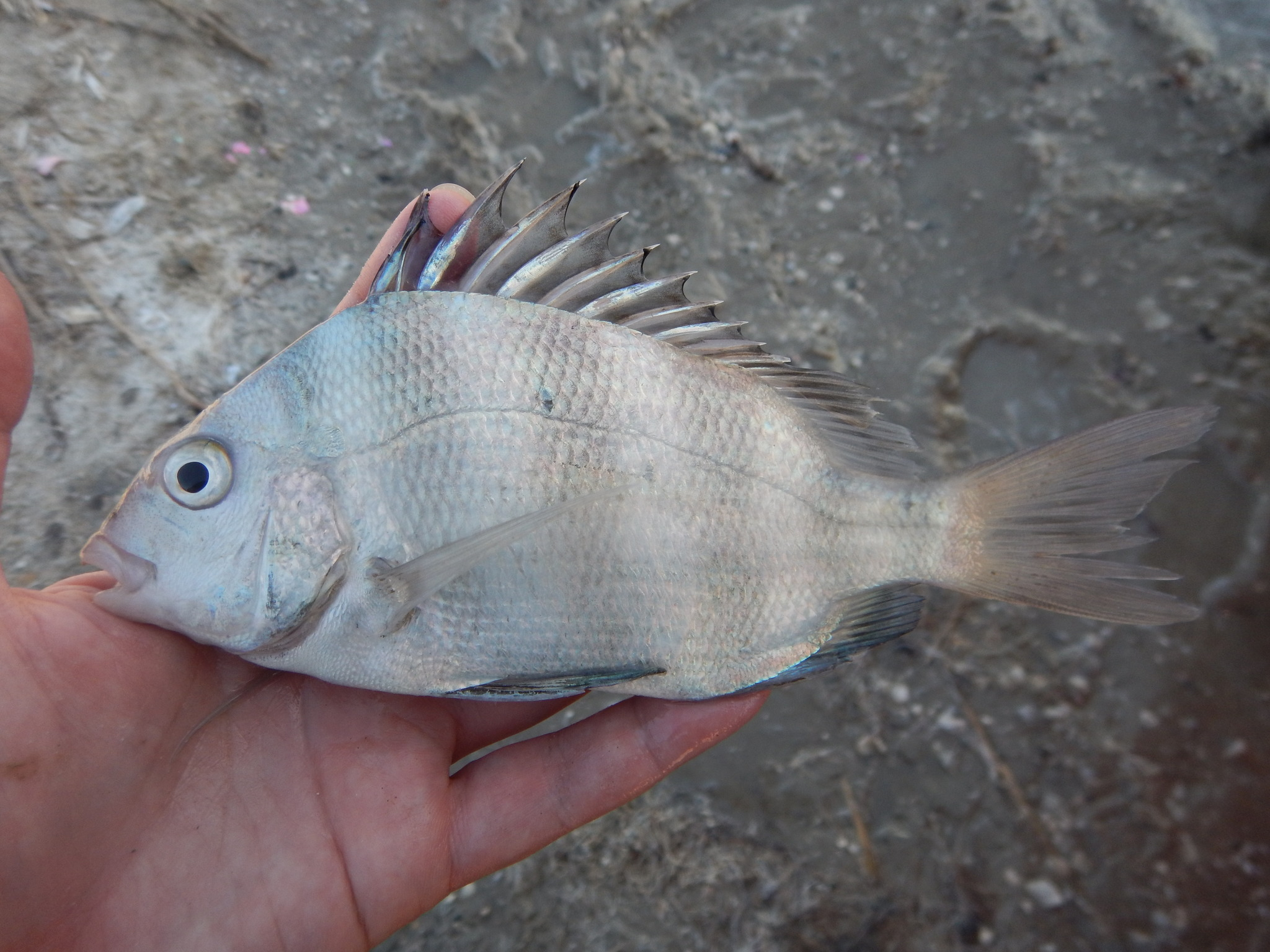
Sträflings-Meerbrasse (Archosargus probatocephalus), Jungfisch mit blassen Streifen

Die Sträflings-Meerbrasse (Archosargus probatocephalus), in Anlehnung an den englischen Namen „Sheepshead seabream“ oft auch Schafskopf-Meerbrasse genannt, ist ein Meeresfisch aus der Familie der Meerbrassen (Sparidae). Der Fisch wurde erstmals durch den Naturforscher Johann Julius Walbaum aus Lübeck im Jahre 1792 beschrieben.

## Merkmale
Die Sträflings-Meerbrasse wird bis zu 90 cm lang und erreicht ein Gewicht von maximal 9 Kilogramm, der Durchschnitt erreicht jedoch nur ca. 20 cm Länge und ein Gewicht von bis zu 2 Kilogramm. Die Seiten des Körpers sind mit 5 bis 6 dunkleren, senkrechten Streifen auf silbrigen Grund gezeichnet. Sie ernährt sich vornehmlich von Weichtieren und Schalentieren, die sie mit ihrem harten Maul, das mehrere Reihen stumpfer Zähne enthält, aufbrechen kann.

## Lebensraum
Die Sträflings-Meerbrasse ist im westlichen Atlantik von der Küste Neu-Schottlands in Kanada über den nördlichen Golf von Mexiko bis nach Brasilien verbreitet. Sie fehlt bei den Bermudas, den Bahamas, den Westindischen Inseln und ist vornehmlich ein Bewohner von Meeresbuchten und Flussmündungen und lebt sowohl in Meer als auch im Brackwasser. Manchmal wandern die Fische auch in Süßgewässer.

## Nutzung durch den Menschen
Die Sträflings-Meerbrasse ist ein essbarer Fisch und deshalb wichtig für die kommerzielle Küstenfischerei. Sie bewegt sich in Tiefen unterhalb von 15 Metern unter der Wasseroberfläche. Sie wird von Sportanglern meistens an Schiffsanlegern mit Ködern wie zum Beispiel Krabben und Muscheln gefangen.

## Geographie
Ein südlicher Stadtteil von Brooklyn in New York mit über 120.000 Einwohnern trägt den Namen Sheepshead Bay.